# استیتس‌ورد
استیتس‌ورد (به هلندی: Stitswerd) یک منطقهٔ مسکونی در هلند است که در ایمس‌موند واقع شده‌است. استیتس‌ورد ۷۰ نفر جمعیت دارد.